# Misioneros de la Preciosísima Sangre
La Congregación de la Preciosísima Sangre (en latín: Congregatio Missionariorum Pretiosissimi Sanguinis) es una sociedad de vida apostólica clerical de la Iglesia católica, de derecho pontificio, fundada por Gaspar del Búfalo en Giano dell'Umbria, Italia, en 1815, con el fin de promover la reforma moral y religiosa hecha por Pío VII. Los misioneros de la Sociedad son conocidos como Misioneros de la Preciosísima Sangre, o popularmente como bufalinos, y posponen a sus nombres las siglas: C.PP.S.

## Historia

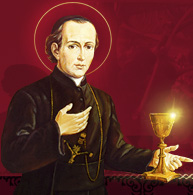
Gaspar del Búfalo (1786-1837), fundador de la Congregación de la Preciosísima Sangre.

Gaspar del Búfalo, en 1810, realizando su labor pastoral en la iglesia romama de San Nicolás in Carcere, conoció la Archicofradía de la Preciosísima Sangre, fundada por Francesco Albertini. Allí inició su adhesión a esta devoción. Al tiempo que el papa Pío VII le pidió su ayuda en el plan de reforma que estaba llevando a cabo en la Iglesia, luego de la época napoleónica. Así el 15 de agosto de 1815 fundó la Congregación de la Preciosísima Sangre, en la Abadía de San Felipe, de Giano dell'Umbria, por voluntad del mismo pontífice, para la evangelización en las misiones populares y la formación del clero.
Los miembros de la sociedad no hacían votos religiosos y solo los unía el vínculo de la caridad, según la voluntad del fundador, con el ideal de que cada bufalino atendiera a su propia salvación para poder estar pendiente de la salvación de las almas que les eran sujetas. La pertenencia a la sociedad se realizaba entonces a través de la incorporación. Las Constituciones fueron aprobadas por el papa Gregorio XVI, el 17 de diciembre de 1841.
El primer moderador general de la sociedad fue Gaspar del Búfalo, cargo que ocupó hasta el día de su muerte, acaecida en 1837. Durante su gobierno los Misioneros de la Preciosísima Sangre, se expandieron solo por Italia. La primera casa fuera de territorio italiano se fundó en Austria, en 1841, y luego en Estados Unidos, en 1844, en donde crecerán hasta conformar diversas provincias de la sociedad.

## Actividades y presencias
Los misioneros bufalinos se dedican a la difusión del culto de la Sangre de Jesús, a las predicaciones populares, al ministerio parroquial, a la educación de la juventud y a las misiones extranjeras o ad gentes.
En 2011, los bufalinos contaban unos 586 misioneros, de los cuales 487 eran sacerdotes, y unas 131 casas, presentes en Alemania, Austria, Brasil, Canadá, Chile, Colombia, Croacia, España, Estados Unidos, Guatemala, Guinea Bissau, India, Italia, Liechtenstein, México, Perú, Polonia, Portugal, Tanzania y Vietnam. La curia general se encuentra en Roma y el actual moderador general es el sacerdote estadounidense William Nordenbrock.
El fundador fue beatificado por el papa Pío X, el 18 de diciembre de 1904; y canonizado por Pío XII, el 12 de junio de 1954.

## Familia de la Preciosísima Sangre
Junto a la Congregación de la Preciosísima Sangre, las Adoratrices de la Sangre de Cristo, fundadas por María de Mattias, con la ayuda de Gaspar del Búfalo, los laicos de las fraternidades de la Preciosísima Sangre y otras congregaciones que beben del carisma del fundador forman una familia espiritual y carismática dentro de la Iglesia católica, con especial devoción a la Sangre de Cristo.

## Bufalinos ilustres
- Gaspar del Búfalo (1786-1837), santo, fundador de la Sociedad y primer moderador general hasta su muerte.[5]
- Giovanni Merlini (1795-1873), beato, misionero italiano, tercer moderador general.[5]
- Biagio Valentini (1792-1847), servo di Dio, misionero italiano, sucesor de Gaspar del Búfalo en el cargo de moderador general.[5]
- Clemente Geiger (1900-1995), misionero alemán, obispo hasta 1971 de la Prelacía de Xingu, Brasil.
- Erwin Kräutler (1939-), misionero austriaco, obispo de la Prelacía de Xingu, Brasil, de 1981 al 2015.